# Домой! (альбом «Элизиума»)
«Домой!» — дебютный студийный альбом российской рок-группы «Элизиум». Впервые дебютный альбом был выпущен на аудиокассетах осенью 1998 года под названием «Не моя любовь»; его издателем выступал лейбл «Хобгоблин Records». 29 сентября 2003 года альбом был переиздан под названием «Домой!» на кассетах и на компакт-дисках лейблом «АиБ Records».
В настоящее время группа «Элизиум» позиционирует «Домой!» как альбом исключительно для своих фанатов и не рекомендует его рядовому слушателю, поскольку дебютная работа 1998 года имеет мало общего с последующим творчеством группы. В музыке «Элизиума» того времени отсутствовали свойственные ему духовые инструменты и элементы ска и регги; старый состав группы, помимо теперешнего фронтмена Александра Телехова, включал в себя ещё двух вокалистов — Екатерину Зудину и Дмитрия Данилина, которые являлись одними из самых ранних участников группы. Выпуск альбома, тем не менее, дал музыкантам «Элизиума» возможность выбраться из родного Нижнего Новгорода и активно выступать в Москве.

## История записи
Когда у группы «Элизиум» в 1996 году был записан англоязычный демоальбом ...My Self-control, среди рок-групп Нижнего Новгорода в основном преобладали исполнители метала, а единственным представителем панк-рока была группа «Чёрный культпросвет». «Элизиум» решил больше внимания уделить музыкальной составляющей и записать дебютный альбом русскоязычным, но при этом в стиле поп-панка, ранее не звучавшего в родном городе группы. Первая попытка обернулась неудачей: звукорежиссёр студии Sound Production, куда обратились музыканты, отказался работать с ними, сказав группе «Приходите, когда научитесь играть». Основателя «Элизиума» Дмитрия Кузнецова это не остановило, и в период весна 1997 года — лето 1998 года группа записала двенадцать песен планируемого альбома на другой нижегородской студии, «Авалон».
В запись были включены песни «That's Me» и «Self-control» с англоязычного демо ...My Self-control — уже в русских вариациях, названные «Как жаль?» и «Мой самоконтроль» соответственно. «Как жаль?» писалась Дмитрием Кузнецовым специально под вокалистку Екатерину Зудину; он работал над текстом песни ранним утром, за несколько часов до назначенной в студии записи, а Зудина присутствовала, чтобы одобрить конечный вариант. Песня «Не моя любовь» ранее тоже была написана в английском варианте, под названием «The Vengerful Invalid» — её концертное исполнение 1997 года присутствует в качестве бонус-трека на live-альбоме «Глупый стёб, попса... и никаких революций!». Там же появлялась демоверсия песни «Ярко горят» 1997 года, до этого существующая на английском языке под названием «Flowers». Дмитрий Спирин, вокалист панк-рок группы «Тараканы!» и близкий друг Дмитрия Кузнецова, принял участие в записи альбома, исполнив бэк-вокальные партии в песнях «Я иду домой» и «Целый год».

## О песнях
Изначально дебютный альбом «Элизиума» носил название «Не моя любовь». Дмитрий Кузнецов считал, что такое название было «абсолютно попсовым» и не отражало содержание самого альбома: «Это название может восприниматься, только когда человек держит уже в руках кассету». Сравнивая студийный альбом с выпущенным ранее англоязычным демо ...My Self-control, Кузнецов отмечает не только русский язык песен, но и изменения в стилистике: упор теперь шёл на мелодику, отталкиваясь от «экстремального» звучания демоальбома с его тяжёлым исполнением и вокалом через дисторшн. Автор публикации для сборника «Русская рок-поэзия» Денис Ступников охарактеризовал стиль альбома «Не моя любовь» как «лирический поп-панк».
Дмитрий Кузнецов дал обрисовку текстам песен альбома, ссылаясь на слова Дмитрия Спирина о панк-роке во время совместного интервью: «быстрые, короткие, лаконичные, жёстко-гитарные песни с поп-мелодиями и дебильными, тупыми текстами». В качестве главной цитаты из альбома Кузнецов привёл строчку открывающего трека — «Пошли вы все, я иду домой». Денис Ступников отозвался о следующей песне «Про вертолёт» (в раннем издании озаглавленной «Про вертолёт (и пилота оного)») как об открывающей ряд будущих композиций «Элизиума», посвящённых романтическим профессиями. Сюжет песни «Ярко горят», в котором парень приходит к девушке с красными розами и после убивает её, Ступников раскрыл как маниакальную цель главного героя, замаскированную под любовными чувствами. Песня «Как жаль?», следующая за депрессивно-лирической балладой «Не моя любовь», написана специально под вокалистку и несёт феминистический характер. На альбоме присутствует песня на французском языке «Mon amour, ма vie» («Любовь моя, жизнь моя») в стиле панк-метала, а также две кавер-версии — песня «Зелёный попугай» из фильма «Про Красную Шапочку» (с фрагментом песни «Twist and Shout» в конце) и песня «Дикие гитары» из фильма «Новогодние приключения Маши и Вити».

## Выпуск и переиздание альбома

Обложка оригинального издания «Не моя любовь» 1998 года.

Впервые дебютный альбом «Элизиума» вышел на аудиокассетах под названием «Не моя любовь» в сентябре 1998 года. С этого момента и по 1999 год его издателем выступал московский лейбл «Хобгоблин Records», известный по курированию таких панк-исполнителей России, как Егор Летов и групп «Инструкция по выживанию», «Тараканы!», «Король и Шут». Презентация альбома состоялась 12 декабря 1998 года в Нижнем Новгороде, в кинотеатре «Октябрь», одновременно с празднованием 3-летия группы. Более пятисот человек — слушателей и журналистов, — пришедших на презентацию, получили бесплатный экземпляр альбома. Там же, по совместительству, проходила презентация очередного альбома дружественной «Элизиуму» группы «Тараканы!». Вокалист «Тараканов!» Дмитрий Спирин и лидер «Элизиума» Дмитрий Кузнецов дали совместное интервью о своих музыкальных релизах.
Уже к 2001 году группа «Элизиум» готовила переиздание альбома «Не моя любовь», сменив его название на «Домой!» и планируя включить в него ряд бонус-треков. 29 сентября 2003 года альбом «Домой!» был выпущен под лейблом «АиБ Records» — как на аудиокассетах, так и впервые на компакт-дисках. Данный релиз был ориентирован преимущественно для поклонников группы — малоизвестный и не рекомендующийся рядовым слушателям, так как дебютный альбом имел мало общего с творчеством «Элизиума» того времени (альбомами «Все острова!» и «Космос»). Альбом «Домой!» на компакт-дисках включает в себя десять концертных бонус-треков, записанных на выступлении «Элизиума» в Нижнем Новгороде в 2000 году (большинство из студийных версий этих песен позже составили альбом «Все острова!» 2002 года). Ранее Дмитрий Кузнецов планировал дополнительно записать на переиздание песню «Я пришёл домой» — как непосредственное продолжение песни «Я иду домой», однако впервые она была выпущена только в 2004 году на альбоме «Рок-планета!», куда также вошли новые версии нескольких песен с альбома «Домой!».

## Отзывы и критика
Дмитрий Спирин, вокалист панк-рок группы «Тараканы!», после совместной презентации их нового альбома и альбома «Домой!» («Не моя любовь») сказал, что с этой дебютной работой у «Элизиума» есть все шансы стать известным в России панк-коллективом. «Есть песни очень хорошие по мелодике, по аранжировке, сыграно ровно. Есть немножечко воды, совсем чуть-чуть. А пара номеров... ну, не совсем фуфло, но так... Иногда неровное пение. Иногда из пластинки видно, что она записана дёшево, но это не светится». Как обернулось, после выпуска дебютного альбома группа «Элизиум» приобрела известность за пределами родного Нижнего Новгорода и стала активно выступать в московских клубах. В 2001 году музыкальный журналист Денис Ступников взял тексты песен «Элизиума», включая альбом «Не моя любовь», как тему своей публикации для журнала «Русская рок-поэзия: текст и контекст». Насчёт самого альбома Ступников отметил: «Главное достоинство этой работы — „непредсказуемое“ распределение вокальных партий между солисткой и двумя солистами. За счёт данного приёма „высвечивается“ ряд смыслов, не актуализируемых при „монологическом“ исполнении».
Самый первый вокалист и гитарист «Элизиума» Александр Репьёв, покинувший группу в 1996 году, придерживался своего мнения о дебютном альбоме:
Если бы я всё ещё играл в «Элизиуме», то наверняка группа стала бы лучшей не только в масштабах города, но и страны. Но Диме хотелось, чтобы я ушёл. И всё же, за четыре года группа совершила маленький, но прорыв. Конечно, «Элизиум» сегодняшний и четырёхлетней давности сильно отличаются. Раньше было коллективное творчество, сейчас же Дима зажимает всех. У музыкантов стала появляться выразительность исполнения, но вкуса нет по-прежнему. «Не моя любовь» — безвкусный альбом. Я уж хотел было вернуться в «Элизиум», но вовремя понял, что для меня этот come back превратился бы в бег на месте.

## Список композиций
Список основан на CD-версии переиздания альбома 2003 года, несколько отличающийся порядком песен от переиздания на кассетах. Песня «Never Again!» и бонус-треки «Зелёный попугай» и «Дикие гитары» на мастер-диске представлены в едином треке длительностью 10:23 мин.; их раздельная длительность указана в соответствии с MP3-версией альбома на официальном сайте группы «Элизиум». Там же в список включена ранняя версия песни «Круглый год — без забот», являющаяся бонус-треком на альбоме «Глупый стёб, попса... и никаких революций!» 2000 года.
| №                   | Название            | Текст песни               | Музыка                  | Длительность |
| ------------------- | ------------------- | ------------------------- | ----------------------- | ------------ |
| 1.                  | «Я иду домой»       | Д. Кузнецов               | Д. Кузнецов             | 5:01         |
| 2.                  | «Про вертолёт»      | М. Макарычев              | Д. Кузнецов             | 2:30         |
| 3.                  | «Мой самоконтроль»  | М. Макарычев, Д. Кузнецов | А. Репьёв, Д. Кузнецов  | 4:11         |
| 4.                  | «Ярко горят»        | М. Макарычев, Д. Кузнецов | Д. Кузнецов             | 3:01         |
| 5.                  | «Не моя любовь»     | М. Макарычев              | Д. Данилин              | 4:00         |
| 6.                  | «Как жаль?»         | Д. Кузнецов               | А. Репьёв, Д. Кузнецов  | 3:10         |
| 7.                  | «Mon amour, ma vie» | М. Петровский             | Д. Кузнецов             | 4:20         |
| 8.                  | «Целый год»         | М. Макарычев              | А. Телехов, Д. Кузнецов | 3:34         |
| 9.                  | «Я кричу»           | Д. Кузнецов               | Д. Кузнецов             | 3:16         |
| 10.                 | «Never Again!»      | М. Макарычев, Д. Кузнецов | Д. Кузнецов             | 3:32         |
| Общая длительность: | Общая длительность: | Общая длительность:       | Общая длительность:     | 36:39        |

| №   | Название          | Текст песни | Музыка      | Длительность |
| --- | ----------------- | ----------- | ----------- | ------------ |
| 11. | «Зелёный попугай» | Ю. Михайлов | А. Рыбников | 4:35         |
| 12. | «Дикие гитары»    | В. Луговой  | Г. Гладков  | 2:26         |

| №   | Название                                | Длительность |
| --- | --------------------------------------- | ------------ |
| 11. | «Острова» (live 2000)                   | 3:35         |
| 12. | «Алкогольная» (live 2000)               | 3:31         |
| 13. | «Не грусти!» (live 2000)                | 2:39         |
| 14. | «Альпинист» (live 2000)                 | 2:16         |
| 15. | «Как бы всё?» (live 2000)               | 2:01         |
| 16. | «Оптимизм» (live 2000)                  | 0:53         |
| 17. | «Про вертолёт» (live 2000)              | 3:10         |
| 18. | «Как Ван Гог» (live 2000)               | 2:20         |
| 19. | «Ska для кислотных девочек» (live 2000) | 2:39         |
| 20. | «Я иду домой» (live 2000)               | 2:59         |

## Участники записи
Исполнители
- Дмитрий «Дракол» Кузнецов — бас-гитара;
- Екатерина «Кэтиш» Зудина — ритм-гитара, вокал;
- Дмитрий «Rotten» Данилин — вокал;
- Александр «Пропеллер» Телехов — вокал;
- Михаил Егорычев — соло-гитара;
- Игорь Тарасов — ударные.

Сессионные участники
- Дмитрий «Сид» Спирин — бэк-вокал (треки 1, 8);
- Сергей Сухонин — соло-гитара (треки 2, 4, «Дикие гитары»).

Производство
- Звукооператор — А. Баринов;
- Сведение — Дмитрий Бельтюков, Дмитрий Кузнецов;
- Ремастеринг — А. Айдакин;
- Обложка — Д. Куликов (дизайн), Роман Докукин, Ната Сажина;
- Фотографии — Д. Соколов, Ю. Юсупов.

Концерт в Нижнем Новгороде, 2000 год
- Дмитрий «Дракол» Кузнецов — бас-гитара;
- Александр «Пропеллер» Телехов — вокал;
- Игорь Тарасов — ударные;
- Сергей Сухонин — гитара;
- Сергей Тремасов — тромбон.

## Клип «Mon amour, ma vie»
Видеоклип на франкоязычную песню «Mon amour, ma vie» был снят весной 1997 года, в начале записи дебютного альбома. Это был первый клип группы «Элизиум»; его оператором и видеомонтажёром выступил Александр Майса. Изначально видеоряд клипа представлял собой хронику Первой чеченской войны, снятую бойцами нижегородского СОБРа. Поскольку «Mon amour, ma vie» была записана ещё до выхода альбома «Домой!», год спустя Александр Майса добавил в клип концертные вставки, где в составе группы уже числился вокалист Александр Телехов, не принимавший участие в записи самой песни.
Несколько раз видеоклип был показан по нижегородскому каналу «Волга», анонсированный молодёжной программой «Пилот», но после считался утерянным, так как ни одного его экземпляра не сохранилось даже у участников «Элизиума». Лишь спустя шестнадцать лет у одного из друзей музыкантов случайно нашлась betacam-кассета с видеклипом, после чего он, наконец, был опубликован в Интернете 16 октября 2013 года.